# Guillaume Rocheron
Guillaume Rocheron (Paris, 1981) é um especialista em efeitos visuais francês. Venceu o Oscar de melhores efeitos visuais na edição de 2013 por Life of Pi, ao lado de Bill Westenhofer, Erik-Jan de Boer e Donald R. Elliott.

## Filmografia
- Panic Room (2002)
- The Matrix Reloaded (2003)
- Batman Begins (2005)
- Harry Potter and the Goblet of Fire (2005)
- X-Men: The Last Stand (2006)
- 10,000 BC (2008)
- The Chronicles of Narnia: Prince Caspian (2008)
- G.I. Joe: The Rise of Cobra (2009)
- Harry Potter and the Half-Blood Prince (2009)
- Night at the Museum: Battle of the Smithsonian (2009)
- Percy Jackson & the Olympians: The Lightning Thief (2010)
- Fast Five (2011)
- Sucker Punch (2011)
- Life of Pi (2012)
- Man of Steel (2013)
- The Secret Life of Walter Mitty (2013)
- Godzilla (2014)
- Batman v Superman: Dawn of Justice (2016)
- Ghost in the Shell (2017)